# Bathypogon flavifemoratus
Bathypogon flavifemoratus là một loài ruồi trong họ Asilidae. Bathypogon flavifemoratus được Hull miêu tả năm 1958. Loài này phân bố ở miền Australasia.